# Квитман (Арканзас)
Квитман (енгл. Quitman) град је у америчкој савезној држави Арканзас.

## Демографија
По попису из 2010. године број становника је 762, што је 48 (6,7%) становника више него 2000. године.
| Група             | 2000.       | 2010.       |
| Белци             | 703 (98,5%) | 740 (97,1%) |
| Афроамериканци    | 0 (0,0%)    | 2 (0,3%)    |
| Азијати           | 1 (0,1%)    | 1 (0,1%)    |
| Хиспаноамериканци | 3 (0,4%)    | 10 (1,3%)   |
| Укупно            | 714         | 762         |